# Thulcandra

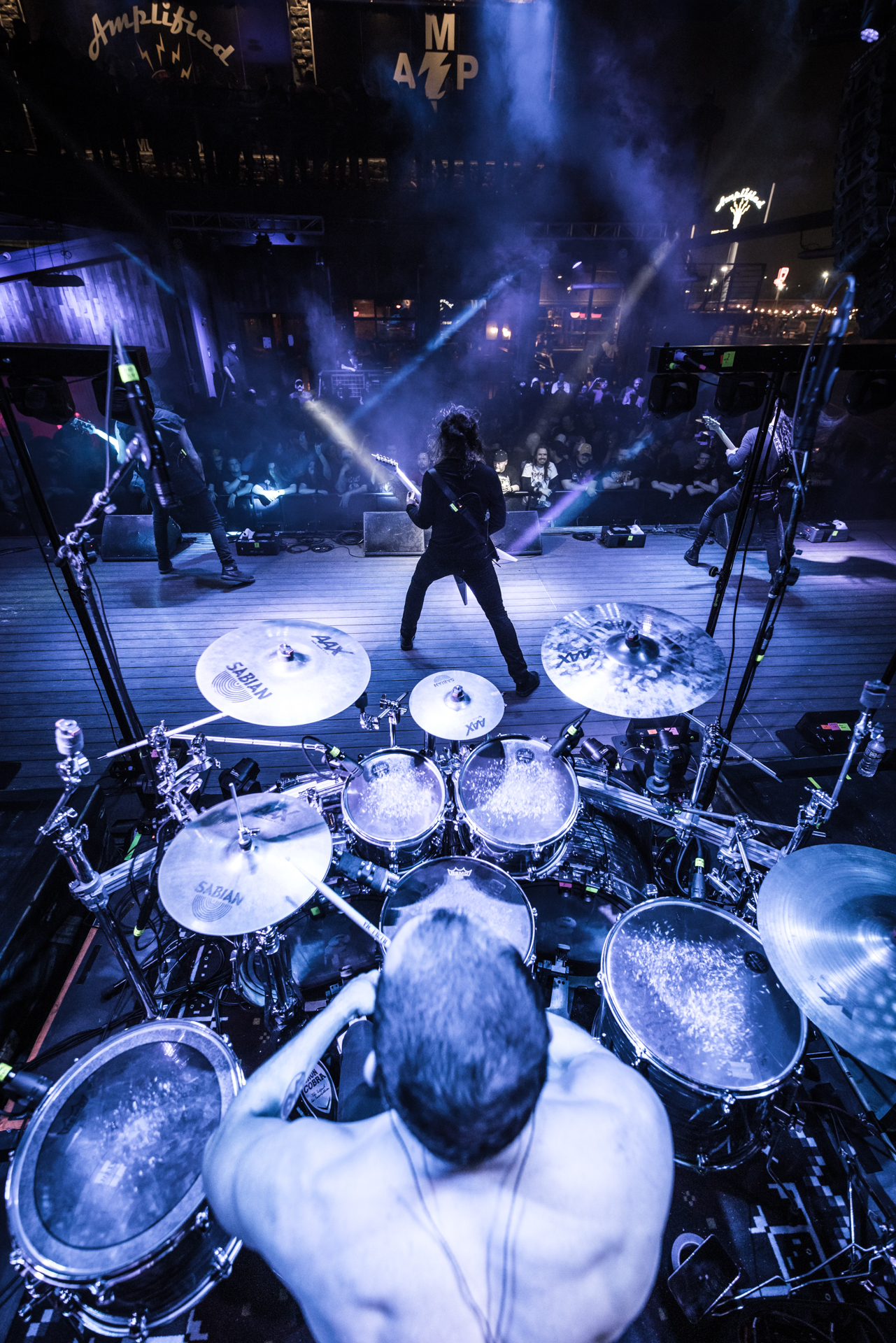
Thulcandra in Dallas, Texas, USA (2023)

Thulcandra ist eine Münchener Melodic-Death- und Black-Metal-Band, die im Jahr 2003 gegründet wurde.

## Geschichte
Die Band wurde im Jahr 2003 von dem Sänger und Gitarristen Steffen Kummerer und dem Gitarristen Jürgen Zintz gegründet. Beide kannten sich bereits vorher, da sie zusammen bei Obscura tätig gewesen waren und Lieder zusammen geschrieben hatten, die nicht zu Obscura gepasst hatten, weshalb sie sich zur Gründung von Thulcandra entschieden hatten. Die Band wurde nach dem gleichnamigen Darkthrone-Demo benannt. Im Jahr 2004 nahm sie ein erstes Demo auf. Danach begann die Band, verstärkt durch den Schlagzeuger Jonas Baumgartl, mit den Arbeiten zum Debütalbum, die jedoch durch den Suizid von Zintz gestoppt wurden. Die Arbeiten wurden erst im Jahr 2008 wieder aufgenommen, nachdem Kummerer bei einem Umzug ein altes Demo in die Hände gefallen war. Im Jahr 2009 hatte sich eine feste Besetzung gebildet, mit dem Bassisten Tobias und seinem Bruder, dem Gitarristen Sebastian Ludwig, sowie dem Session-Schlagzeuger Matthias „Seraph“ Landes. Das Album erschien 2010 unter dem Namen Fallen Angel’s Dominion. Hierauf ist unter anderem eine Coverversion des Dissection-Liedes The Somberlain enthalten. Ein Jahr später schloss sich das zweite Album Under a Frozen Sun an, das von V. Santura in den Woodshed Studios produziert und von Kristian „Necrolord“ Wåhlin gemastert worden war. Das Album enthält unter anderem auch eine Coverversion des Unanimated-Liedes Life Demise. Auf dem Album ist Peter Huss von Shining als Gastmusiker zu hören. 2015 erschien das nächste Album Ascension Lost. 2020 verstarb Thulcandras Bassist Christian Kratzer, der erst seit 2019 Mitglied der Band war.

## Stil
Laut der Bandbiografie auf thetruethulcandra.com wurde die Band anfangs durch Gruppen wie Dissection, Sacramentum und Unanimated beeinflusst. Für das zweite Album habe man verstärkt versucht, schwedischen Black- und Death-Metal der 1990er Jahre einzuarbeiten. Im Interview mit Robert Müller vom Metal Hammer gab Stefan Kummerer neben Dissection und Unanimated auch Eucharist als Einfluss an. In einem späteren Interview mit Petra Schurer vom selben Magazin gab Kummerer einen Einfluss von Cynic an. In seiner Rezension zu Fallen Angel’s Dominion schrieb Robert Müller, dass vor allem die ersten beiden Dissection-Alben ein großer Einfluss gewesen sein müssen. Die Musik sei bösartig, melodisch und eine Mischung aus schwedischem Black- und Death-Metal der 1990er Jahre. Er verglich die Musik mit der von Dissection, Unanimated und Necrophobic. Melanie Aschenbrenner vom Metal Hammer ordnete in ihrer Rezension zu Under a Frozen Sun die Band ebenfalls dem Black- und Death-Metal zu. Die Produktion sei mal zu klinisch, mal zu gewollt nostalgisch. Martin Wickler von demselben Magazin ordnete die Band in seiner Rezension zu Ascension Lost dem Melodic Death Metal zu, in dem „mehrstimmige Melodien, akustische Gitarren [und] Nödtveidt-artiger Gesang“ enthalten seien. Im Interview mit Patrick Schmidt vom Rock Hard gab Kummerer an, dass Thulcandra gegründet wurde, um dem Stil schwedischer Black- und Death-Metal-Bands der 1990er Jahre wie Dissection, Unanimated, Eucharist und Dawn nachzueifern. Bereits eine Ausgabe zuvor hatte Boris Kaiser das Album Ascension Lost rezensiert und beschrieb die Musik als eine melodische Mischung aus Death- und Black-Metal. Neben den üblichen Vergleichen mit Dissection und Sacramentum gab er auch Mörk Gryning an. Das Album wirke etwas melodischer als der Vorgänger. Die Gruppe spiele dabei meist auf einem hohen technischen Spielniveau.

## Diskografie
- 2004: Perishness Around Us (Demo, CDR, Eigenveröffentlichung)
- 2010: Fallen Angel’s Dominion (Album, CD/CDR/LP, Napalm Records)
- 2011: Under a Frozen Sun (Album, CD/LP/FLAC, Napalm Records)
- 2015: Ascension Lost (Album, CD/2xLP, Napalm Records)
- 2021: A Dying Wish (Album, CD/LP+7″/LP, Napalm Records)
- 2021: The Great Shadow (7″/EP, Napalm Records)
- 2023: Hail the Abyss (Album, CD/LP, Napalm Records)[12]
- 2023: Black Sun Aeon (7″/EP, Napalm Records)
- 2024: Live Demise (Album, CD/LP, Napalm Records)

## Musikvideos
- 2015: The Second Fall
- 2021: Funeral Pyre
- 2021: Nocturnal Heresy
- 2021: A Dying Wish
- 2023: As I Walk Through The Gateway
- 2023: Hail The Abyss

## Bücher
- 2024: Fallen Angel's Dominion – The Complete Guitar & Bass Transcription
- 2024: Under A Frozen Sun – The Complete Guitar & Bass Transcription